# Biotopo palude di Fraghis
La palude di Fraghis è un biotopo del Friuli-Venezia Giulia istituito come area naturale protetta nel 1998.
Occupa una superficie di 22,7 ha nella provincia di Udine.